# 孙俊然
孙俊然（1937年2月29日—2022年2月15日），笔名俊然，男，汉族，天津宝坻人，中共党员、中国作家协会会员，曾任黑龙江省作家协会副主席，享受正军级待遇，毕业于哈尔滨文学院文学创作系。

## 生平
1937年2月28日，出生于今天津市宝坻区黄庄镇貉子沽村。经过四年多的半耕半读小学教育后，于十四岁时因水灾被迫流浪到黑龙江省嫩江县当学徒、做小工。1951年，参加工作，历任地方国营嫩江制酒厂会计、主管会计。1955年7月，加入中国共产党。1956年3月，参加中国人民解放军。1958年，开始发表作品。1959年，毕业于哈尔滨文学院文学创作系。曾先后任黑龙江省军区宣传干事、黑龙江省军区党委秘书、黑龙江省军区独立二师七团政治处副主任、黑龙江省军区宣传处处长、绥化军分区副政委、沈阳军区政治部专业作家，享受正军级待遇。1977年，处女作、长篇小说《长长的乌拉银河》由解放军文艺出版社出版，填补了表现鄂伦春族生活的长篇小说的空白。后来发布的《安图的后代》则填补了反映赫哲族生活文学作品的空白。1980年，加入中国作家协会。1994年3月退休。
2022年2月15日，因病医治无效逝世于哈尔滨。

## 著作
长篇小说《长长的乌拉银河》、《安图的后代》、《殇》、《鸾凤奇冤》、《命运的链条》、《隐侠》、《教堂下的木屋》、《窦尔敦外传》等10余部。